# Ivan Djulgerov
Ivan Vasilev Djulgerov (in bulgaro Иван Василев Дюлгеров?; Varna, 15 luglio 1999) è un calciatore bulgaro, portiere dello Sheriff Tiraspol.

## Carriera

### Club
Ha giocato nella prima divisione bulgara ed in quella moldava.

### Nazionale
Ha giocato nelle nazionali giovanili bulgare Under-19 ed Under-21.
Ha esordito con la nazionale maggiore bulgara il 17 giugno 2023, in occasione dell'incontro di qualificazione all'Europeo 2024 pareggiato per 1-1 contro la Lituania.

## Statistiche

### Presenze e reti nei club
Statistiche aggiornate al 18 giugno 2023.
| Stagione        | Squadra          | Campionato      | Campionato | Campionato | Coppe nazionali | Coppe nazionali | Coppe nazionali | Coppe continentali | Coppe continentali | Coppe continentali | Altre coppe | Altre coppe | Altre coppe | Totale | Totale |
| Stagione        | Squadra          | Comp            | Pres       | Reti       | Comp            | Pres            | Reti            | Comp               | Pres               | Reti               | Comp        | Pres        | Reti        | Pres   | Reti   |
| --------------- | ---------------- | --------------- | ---------- | ---------- | --------------- | --------------- | --------------- | ------------------ | ------------------ | ------------------ | ----------- | ----------- | ----------- | ------ | ------ |
| 2016-2017       | Černo More Varna | 1L              | 1          | -1         | CB              | 0               | 0               |                    | -                  | -                  |             | -           | -           | 1      | -1     |
| 2017-2018       | Černo More Varna | 1L              | 3          | -2         | CB              | 0               | 0               |                    | -                  | -                  |             | -           | -           | 3      | -2     |
| 2018-2019       | Černo More Varna | 1L              | 11         | -9         | CB              | 1               | -1              |                    | -                  | -                  |             | -           | -           | 12     | -10    |
| 2019-2020       | Černo More Varna | 1L              | 9          | -7         | CB              | 0               | 0               |                    | -                  | -                  |             | -           | -           | 9      | -7     |
| 2020-2021       | Černo More Varna | 1L              | 15         | -14        | CB              | 2               | -4              |                    | -                  | -                  |             | -           | -           | 17     | -18    |
| 2021-2022       | Černo More Varna | 1L              | 23         | -14        | CB              | 1               | -1              |                    | -                  | -                  |             | -           | -           | 24     | -15    |
| 2022-2023       | Černo More Varna | 1L              | 26         | -26        | CB              | 5               | -5              |                    | -                  | -                  |             | -           | -           | 31     | -31    |
| Totale carriera | Totale carriera  | Totale carriera | 88         | -73        |                 | 9               | -11             |                    | -                  | -                  |             | -           | -           | 107    | -84    |

### Classifica presenze e reti in nazionale
| Cronologia completa delle presenze e delle reti in nazionale ― Bulgaria | Cronologia completa delle presenze e delle reti in nazionale ― Bulgaria | Cronologia completa delle presenze e delle reti in nazionale ― Bulgaria | Cronologia completa delle presenze e delle reti in nazionale ― Bulgaria | Cronologia completa delle presenze e delle reti in nazionale ― Bulgaria | Cronologia completa delle presenze e delle reti in nazionale ― Bulgaria | Cronologia completa delle presenze e delle reti in nazionale ― Bulgaria | Cronologia completa delle presenze e delle reti in nazionale ― Bulgaria |
| Data                                                                    | Città                                                                   | In casa                                                                 | Risultato                                                               | Ospiti                                                                  | Competizione                                                            | Reti                                                                    | Note                                                                    |
| ----------------------------------------------------------------------- | ----------------------------------------------------------------------- | ----------------------------------------------------------------------- | ----------------------------------------------------------------------- | ----------------------------------------------------------------------- | ----------------------------------------------------------------------- | ----------------------------------------------------------------------- | ----------------------------------------------------------------------- |
| 17-6-2023                                                               | Kaunas                                                                  | Lituania                                                                | 1 – 1                                                                   | Bulgaria                                                                | Qual. Euro 2024                                                         | -1                                                                      |                                                                         |
| 20-6-2023                                                               | Razgrad                                                                 | Bulgaria                                                                | 1 – 1                                                                   | Serbia                                                                  | Qual. Euro 2024                                                         | -1                                                                      | 81’                                                                     |
| 10-9-2023                                                               | Podgorica                                                               | Montenegro                                                              | 2 – 1                                                                   | Bulgaria                                                                | Qual. Euro 2024                                                         | -2                                                                      |                                                                         |
| 14-10-2023                                                              | Sofia                                                                   | Bulgaria                                                                | 0 – 2                                                                   | Lituania                                                                | Qual. Euro 2024                                                         | -2                                                                      |                                                                         |
| 25-3-2024                                                               | Baku                                                                    | Azerbaigian                                                             | 1 – 1                                                                   | Bulgaria                                                                | Amichevole                                                              | -                                                                       | 46’                                                                     |
| 4-6-2024                                                                | Bucarest                                                                | Romania                                                                 | 0 – 0                                                                   | Bulgaria                                                                | Amichevole                                                              | -                                                                       |                                                                         |
| Totale                                                                  |                                                                         | Presenze                                                                | 6                                                                       |                                                                         | Reti                                                                    | -6                                                                      |                                                                         |